# David Ricks
David Ricks (* im 20. Jahrhundert) ist ein britischer Neogräzist.

## Leben
David Ricks studierte Klassische Philologie und Philosophie am Christ Church College der  University of Oxford. In seinen komparatistischen Interessen wurde er dort von dem Altphilologen Colin William MacLeod unterstützt. Den Ph.D. erwarb er an der University of London (King’s College) mit einer Dissertation zur Homerrezeption in der neugriechischen Dichtung. Anschließend hatte er eine Post-Doctoral Fellowship der British Academy an der University of Birmingham inne, seit 1989 lehrt und forscht er im Department of Byzantine and Modern Greek Studies des King’s College London, zuletzt als Professor of Modern Greek and Comparative Literature. 1998 war er Visiting Associate Professor of Comparative Literature and Hellenic Studies an der Princeton University. Von 2001 bis 2004 war er am King’s College London Head of the School of Humanities und initiierte 2002 ein Comparative Literature Programme. 2020 wurde er emeritiert.
Ricks arbeitet aus komparatistischer Perspektive zur neugriechischen Dichtung, insbesondere zu Konstantinos Kavafis, und zum byzantinischen Heldenepos Digenis Akritis.

## Schriften (Auswahl)
- The Shade of Homer. A study in modern Greek poetry. Cambridge University Press, Cambridge 1989, ISBN 0-521-36663-1. Überarbeitete Auflage in griechischer Übersetzung von Aristea Parisi: Η σκιά του Ομήρου. Kardamitsa, Athen 1993, ISBN 960-7262-78-6.
- Byzantine Heroic Poetry. Bristol Classical Press, Bristol 1990, ISBN 1-85399-124-4 (Ausgabe der Escorial-Version des Digenes Akrites und der Lieder von Armouris mit Übersetzung und Anmerkungen).

Herausgeber
- mit Roderick Beaton: Digenes Akrites: new approaches to Byzantine heroic poetry. Variorum, Aldershot 1993, ISBN 0-86078-395-2.
- mit Paul Magdalino: Byzantium and the Modern Greek Identity. Ashgate, Farnham 1998, ISBN 0-86078-613-7.
- Modern Greek Writing: an anthology in English translation. Peter Owen, London 2003, ISBN 0-7206-1086-9.
- mit Roderick Beaton: The Making of Modern Greece: Romanticism, Nationalism, and the Uses of the Past (1797–1896). Ashgate, Farnham 2009, ISBN 978-0-7546-6498-7, Google Bücher:
- mit Peter Mackridge: The British Council and Anglo-Greek Literary Relations, 1945–1955. Routledge, Abingdon 2018.